# Stazione di Castiglioncello
Stazione di Castiglioncello vasútállomás Olaszországban, Rosignano Marittimo településen.

## Vasútvonalak
Az állomást az alábbi vasútvonalak érintik:
- Pisa–Róma-vasútvonal

## Kapcsolódó állomások
A vasútállomáshoz az alábbi állomások vannak a legközelebb:
- Stazione di Rosignano (Pisa–Róma-vasútvonal)
- Stazione di Quercianella-Sonnino (Pisa–Róma-vasútvonal)